# Topeiros
Topeiros (in greco Τόπειρος?, in turco: İnhanlı)è un comune della Grecia situato nella periferia della Macedonia orientale e Tracia (unità periferica di Xanthi) con 12.223 abitanti secondo i dati del censimento 2001.
A seguito della riforma amministrativa detta Programma Callicrate in vigore dal gennaio 2011 che ha abolito le prefetture e accorpato numerosi comuni, la superficie del comune è ora di 312 km² e la popolazione a 12.223 abitanti.